# 阿娜斯塔西亚·费拉托娃
阿娜斯塔西亚·伊凡诺芙娜·泽登巴尔－费拉托娃（俄语：Анастасия Ивановна Цэдэнбал-Филатова，1920年2月4日—2001年10月21日）女，俄罗斯人，蒙古社会活动家，原蒙古人民共和国领导人尤睦佳·泽登巴尔的妻子。

## 生平
费拉托娃出生于梁赞州，父亲是莫斯科卫戍司令费拉托夫中将。1943年起在商业部工作，同时任共青团组织书记。1947年泽登巴尔到莫斯科时，费拉托娃偶尔在姐姐家过夜，而姐姐家的隔壁当时住着蒙古共产党中央委员会顾问。在他家举办的一次生日晚会上，费拉托娃结识了泽登巴尔，随后两人陷入热恋。1947年6月12日，两人在当时蒙古的一把手、乔巴山元帅的官邸举行了婚礼。   
费拉托娃自1973年5月以蒙古中央儿童基金委员会主席身份公开露面以来，常随泽登巴尔出国访问，并以泽登巴尔夫人身份主办宴会、招待会等。 在其倡导和主持下，蒙古建成了国际儿童活动中心、婚礼宫、少年宫以及许多儿童保育机构。 泽登巴尔任内，费拉托娃经常插手干预政务, 她在政府内虽无职务，但可以训斥政府部长以至中央领导人。费拉托娃还贪污挪用儿童中央基金会的款项进行经商活动。
1984年8月，在与妻子一起在莫斯科度过一年一度的夏季假期期间，泽登巴尔被解除蒙古人民革命党中央委员会总书记和大人民呼拉尔主席团主席职务。 此后，泽登巴尔事实上被苏联当局软禁于莫斯科郊外的的一所别墅里。费拉托娃经常折腾他，有一次竟动手把泽登巴尔的头打破了。期间，泽登巴尔内心苦闷，多次向苏方提出想回蒙古看看或长期定居，均遭到拒绝。 1988年12月，蒙古前部长会议第一副主席拉格查在接受记者采访时说，费拉托娃品行差，权力越来越大，对什么事情都插手，给工作造成不小的危害，是一个对钱财贪得无厌的人。 1991年泽登巴尔逝世后，费拉托娃与子女共同在莫斯科过平常人生活。
2001年10月21日，泽登巴尔－费拉托娃在莫斯科病逝，享年81岁。